# Mord på fel person
Mord på fel person (originaltitel: Illegal) är en amerikansk långfilm från 1955 i regi av Lewis Allen, med Edward G. Robinson, Nina Foch, Hugh Marlowe och Jayne Mansfield i rollerna.

## Handling
Victor Scott (Edward G. Robinson) är en framgångsrik åklagare i New York. Han får reda på att han bidragit till att få en oskyldig man avrättad. Skuldkänslorna leder honom till alkoholen. Efter påtryckningar från sin medhjälpare sadlar han om och blir försvarsadvokat. Men som första klient får han en gangster han själv aldrig lyckades få fälld.

## Rollista
| Edward G. Robinson | – Victor Scott  |
| Nina Foch          | – Ellen Miles   |
| Hugh Marlowe       | – Ray Borden    |
| Jayne Mansfield    | – Angel O'Hara  |
| Albert Dekker      | – Frank Garland |
| Howard St. John    | – E.A. Smith    |
| Ellen Corby        | – Miss Hinkel   |
| Edward Platt       | – Ralph Ford    |
| Jan Merlin         | – Andy Garth    |
| Robert Ellenstein  | – Joe Knight    |
| Jay Adler          | – Joseph Carter |
| Henry Kulky        | – Taylor        |
| James McCallion    | – Allen Parker  |
| Addison Richards   | – Steve Harper  |
| Lawrence Dobkin    | – Al Carol      |

## Produktion
Filmen bygger på pjäsen The Mouthpiece av Frank J. Collins. Den hade tidigare filmatiserats två gånger som Männen utan samvete (1932) och The Man Who Talked Too Much (1940).
Även om hon tidigare haft två mindre roller tidigare var denna film den då 22-åriga Jayne Mansfields första större filmroll.